# Yelizaveta Tijánova
Yelizaveta Vasílievna Tijánova –en ruso, Елизавета Васильевна Тиханова– (Moscú, 16 de agosto de 1993) es una deportista rusa que compitió en remo. Su hermana gemela Anastasiya compitió en el mismo deporte.
Ganó una medalla de bronce en el Campeonato Europeo de Remo de 2013, en la prueba de ocho con timonel.

## Palmarés internacional
| Campeonato Europeo | Campeonato Europeo | Campeonato Europeo | Campeonato Europeo |
| Año                | Lugar              | Medalla            | Prueba             |
| ------------------ | ------------------ | ------------------ | ------------------ |
| 2013               | Sevilla (España)   | Medalla de bronce  | Ocho con timonel   |